# Strandstarr
Strandstarr (Carex paleacea) är en halvgräsart som beskrevs av Johann Christian Daniel von Schreber och Göran Wahlenberg. Enligt Catalogue of Life ingår Strandstarr i släktet starrar och familjen halvgräs, men enligt Dyntaxa är tillhörigheten istället släktet starrar och familjen halvgräs. Enligt den finländska rödlistan är arten nära hotad i Finland. Enligt den svenska rödlistan är arten nära hotad i Sverige. Arten förekommer i Götaland och Övre Norrland. Artens livsmiljö är strandängar vid Östersjön, strandängar vid Östersjön. Inga underarter finns listade i Catalogue of Life.